# Anmyeondo

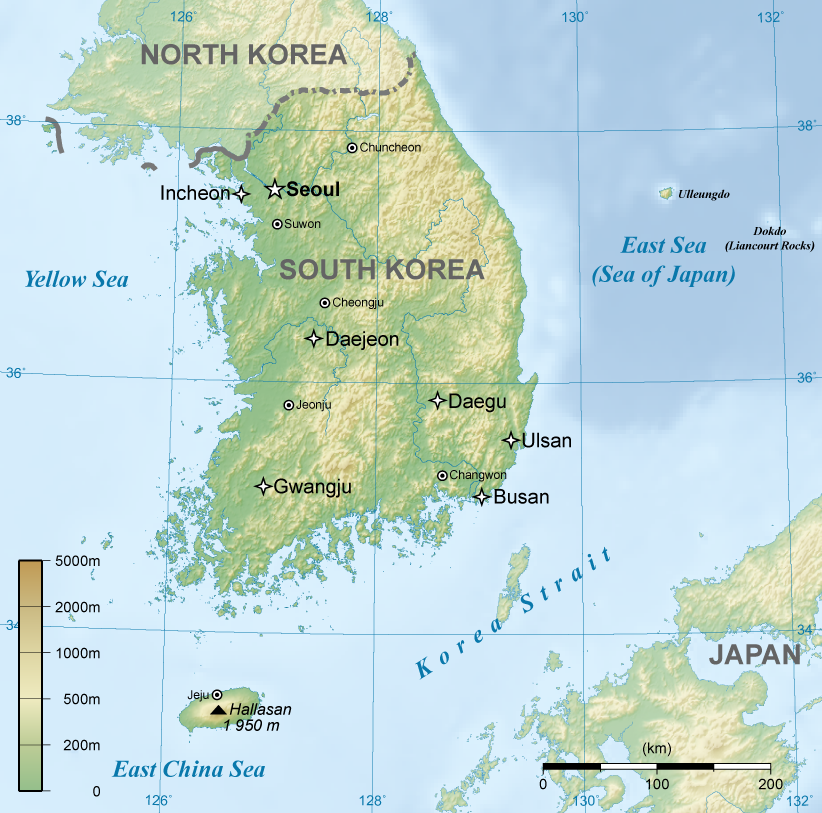
Mapa da Coreia do Sul, Anmyeondo se localiza na costa oeste da Península da Coreia

Anmyeondo é a sexta maior ilha da Coreia do Sul, localizada no Mar Amarelo. A costa da ilha possui 14 praias e pinheiros são muito abundantes, se tornando o simbolo da ilha. A ilha também abriga a Floresta Natural de Anmyendo e a Floresta Mogamju. A ilha se conecta ao continente por meio de uma ponte de cerca de 200 m construída em 1970.